# Mortes em maio de 2008
Mortes em 2008: ← Janeiro – Fevereiro – Março – Abril – Maio – Junho – Julho – Agosto – Setembro – Outubro – Novembro – Dezembro →
Esta é uma relação de pessoas notáveis que morreram durante o mês de maio de 2008, listando nome, nacionalidade, ocupação e ano de nascimento.

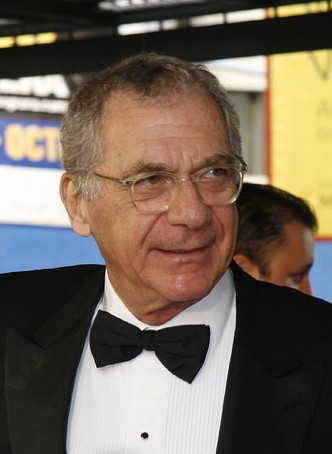
Sydney Pollack, cineasta norte-americano.

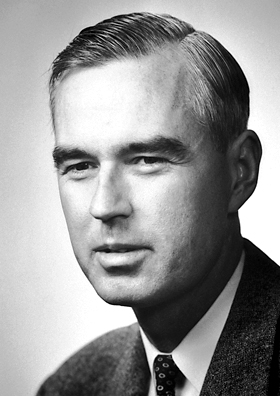
Willis Eugene Lamb, físico americano.

| Dia | Nome                         | Profissão ou motivo de reconhecimento | Nacionalidade  | Ano de nasc. | Ref    |
| --- | ---------------------------- | ------------------------------------- | -------------- | ------------ | ------ |
| 1   | Aden Hashi Ayro              | Líder rebelde                         | Somália        | 1942         | [ 1 ]  |
| 1   | Paulo Amaral                 | Preparador físico                     | Brasil         | 1924         | [ 2 ]  |
| 2   | Mildred Loving               | Ativista                              | Estados Unidos | 2008         | [ 3 ]  |
| 2   | Ricardo Izar                 | Político                              | Brasil         | 1938         | [ 4 ]  |
| 3   | Leopoldo Calvo-Sotelo        | Primeiro-ministro                     | Espanha        | 1926         | [ 5 ]  |
| 7   | José Fernando Castro Caycedo | Político                              | Colômbia       | 1951         | [ 6 ]  |
| 8   | Maria Alves                  | Atriz                                 | Brasil         | 1947         | [ 7 ]  |
| 8   | François Sterchele           | Futebolista                           | Bélgica        | 1982         | [ 8 ]  |
| 9   | Artur da Távola              | Jornalista e político                 | Brasil         | 1936         | [ 9 ]  |
| 11  | John Rutsey                  | Baterista                             | Canadá         | 1953         | [ 10 ] |
| 11  | Eugen Jesser                 | Diretor                               | Áustria        | 1946         | [ 11 ] |
| 12  | Irena Sendler                | Enfermeira                            | Polónia        | 1910         | [ 12 ] |
| 12  | Robert Hundar                | Ator                                  | Itália         | 1935         | [ 13 ] |
| 12  | Robert Rauschenberg          | Pintor                                | Estados Unidos | 1925         | [ 14 ] |
| 14  | Wander Taffo                 | Guitarrista                           | Brasil         | 1953         | [ 15 ] |
| 15  | Mário Schoemberger           | Ator                                  | Brasil         | 1952         | [ 16 ] |
| 15  | Willis Eugene Lamb           | Físico                                | Estados Unidos | 1913         | [ 17 ] |
| 17  | Zélia Gattai                 | Escritora                             | Brasil         | 1916         | [ 18 ] |
| 17  | Antônio Carvalho             | Radialista                            | Brasil         | 1946         | [ 19 ] |
| 23  | Jefferson Peres              | Político                              | Brasil         | 1932         | [ 20 ] |
| 23  | Cornell Capa                 | Fotógrafo                             | Estados Unidos | 1918         | [ 21 ] |
| 23  | Roberto Freire               | Psiquiatra e escritor                 | Brasil         | 1927         | [ 22 ] |
| 23  | Heinz Kwiatkowski            | Futebolista                           | Alemanha       | 1926         | [ 23 ] |
| 25  | Clementine Solignac          | Supercentenária                       | França         | 1894         | [ 24 ] |
| 26  | Sydney Pollack               | Cineasta                              | Estados Unidos | 1934         | [ 25 ] |
| 27  | Austregésilo Carrano Bueno   | Escritor                              | Brasil         | 1957         | [ 26 ] |
| 29  | Luc Bourdon                  | Jogador de hóquei                     | Estados Unidos | 1987         | [ 27 ] |